# Labarna I.
Labarna I. je bil ustanovitelj in  prvi kralj  hetitskega Starega kraljestva, ki je vladal okoli 1600-1586 pr. n. št.. Za nekatere sodobne zgodovinarje je njegov obstoj sporen.

## Življenjepis
Labarna ni bil prvi možni kandidat za hetitski prestol. Za prestolonaslednika ga je imenoval njegov predhodnik PU-Šarruma, kateremu so se v boju za oblast uprli lastni sinovi.
Zelo skopo znanje o Labarni izhaja predvsem iz Telipinujevega razglasa, ki navaja, da je  »premagal svoje sovražnike in postavil meje na morju«.  Trditev bi lahko pomenila, da je osvojil ozemlje do Sredozemskega morja na jugu in Črnega morja na severu. V več mestih je za guvernerje imenoval svoje sinove. Mednje so spadala Tuvanuva, Hupisna, Landa in Lusna, katerih identiteta je negotova, verjetno pa gre za Tijano, Heracleo Cybistro, Karaman in Listro v sedanji Turčiji. S svojimi osvajanji je ustvaril temelje bodočega Hetitskega cesarstva.
Labarna je bil pravzaprav naslov zgodnjih hetitskih vladarjev  in ne osebno ime. Zaradi pomanjkanja podatkov in dejstva, da je naslov Labarna uporabljal tudi Hatušili I., nekateri sodobni zgodovinarji domnevajo, da sta bila Labarna I. in Hatušili I. morda ista oseba.
V hatskih, hetitskih, hurijskih in akadskih besedilih v hetitskih arhivih se namesto imena Labarna zelo pogosto uporablja ime Tabarna.